# Berend Mihály
| Berend Mihály                             | Berend Mihály                                                                |
| Kattints az alábbi külső linkek egyikére! | Kattints az alábbi külső linkek egyikére!                                    |
| ----------------------------------------- | ---------------------------------------------------------------------------- |
| Nem található szabad kép.(?)              |                                                                              |
| külső link · jogvédett                    | Elhunyt dr. Berend Mihály tanár úr. Óbudai Árpád Gimnázium. 2018. január 18. |

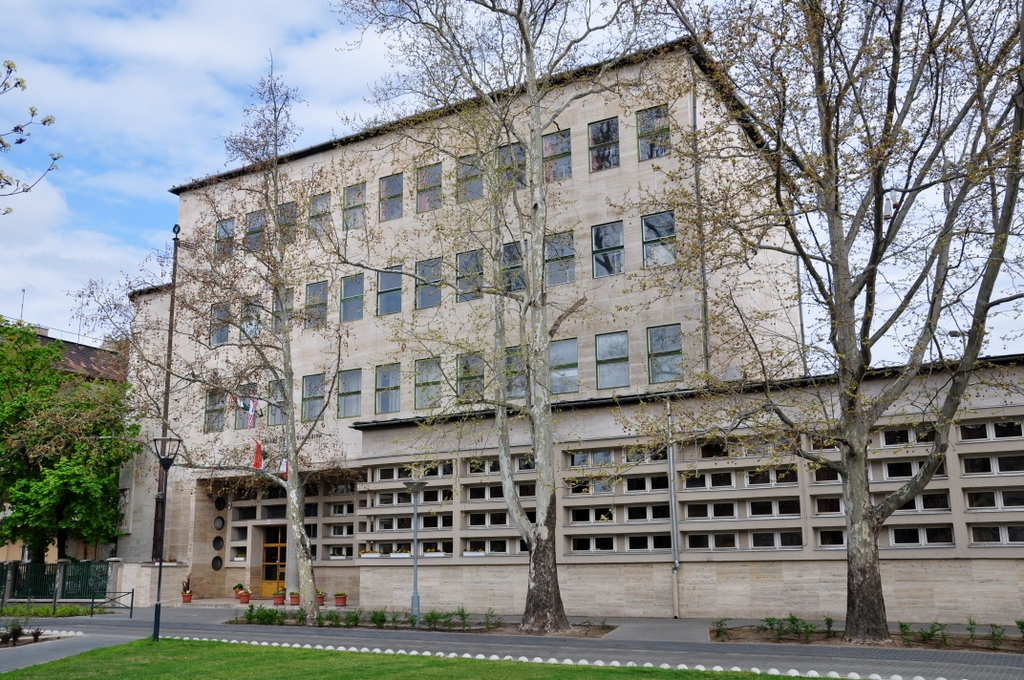
1988 és 2003 között az Óbudai Árpád Gimnáziumban a biológia és földrajz tantárgyakat oktatta

Berend Mihály (Budapest, 1941. január 11. – Budapest, 2018. január 7.) biológus, tankönyvszerkesztő, biológiatanár. Írói álneve: Bertram Edward Rand.

## Élete
Édesapja a második világháborúban meghalt. Özvegy édesanyja nevelte fel. Iskoláit Budapesten végezte. A Medve utcai Általános Iskolába járt, majd 1955 és 1959 között a II. Rákóczi Ferenc Gimnáziumban folytatta tanulmányait, itt érettségizett. 1959 és 1964 között az Eötvös Loránd Tudományegyetem Természettudományi Karán tanult biológia-földrajz szakon. Jeles eredménnyel védte meg a diplomáját.   
1964 és 1970 között hat évig Győr-Sopron megyében tanított. Kezdő tanárként 1964-ben a mosonmagyaróvári Kossuth Lajos Gimnáziumba került, majd 1966-tól Győrben a Gárdonyi úti Gimnáziumban, illetve annak szakközépiskolává való átszervezését követően a Bercsényi Miklós Általános Iskola és Gimnáziumban tanított. 1968-ban kinevezték a győri Zeneművészeti Szakközépiskola közismereti igazgatóhelyettesévé. Ezt a feladatkört két évig, 1970-ig töltötte be. 1970-ben családi okokból visszaköltözött Budapestre és a Tankönyvkiadó Vállalathoz került felelős szerkesztői beosztásba. Általános és középiskolai biológia tankönyveket és segédleteket szerkesztett. 
1975-ben doktorált az ELTE Természettudományi Karán állatélettanból Ádám György professzornál. 1973 és 1988 között főszerkesztőként a Medicina Könyvkiadóban dolgozott és orvosi, sport, illetve idegenforgalmi könyvek kiadásában segédkezett. Ezzel párhuzamosan a Gondolat és a Mezőgazdasági Könyvkiadók számára is számos biológiai tárgyú könyvet szerkesztett. Óraadóként tanított a Kölcsey Ferenc Gimnáziumban, a Szív utcai Általános Iskolában, illetve a Fazekas Mihály Gyakorló Gimnáziumban. 1988-tól 2003-ig, nyugdíjba vonulásáig a Budapest III. kerületi Árpád Gimnázium biológia és földrajz tanára volt. Itt 1990-től a természettudományi munkaközösség vezetőjének feladatkörét is betöltötte. 1993 és 1995, illetve 1999 és 2003 között a Fővárosi Pedagógiai Intézet biológia szaktanácsadója volt. 
Az Árpád Gimnáziumban az 1990-es évek elején a tervezéstől a megvalósításig tevékeny közreműködésével jött létre a biológia-természettudomány tagozat. Sokat foglalkoztatott TIT-előadó volt, továbbá számos tanári továbbképzést tartott, hat éven keresztül, megszűnéséig a televízió "Oldjuk meg!" műsorának biológia műsorvezető feladatkörét látta el, a biológia "Ki miben tudós?" műsorban szakértőként működött közre, és éveken keresztül zsűritag volt a Bugát Pál versenyen. 2001-ben Karádi Károly-díjat kapott. 2007-ben Rátz Tanár Úr-életműdíjban részesült.

## Fontosabb művei
- Fűzőkészítő szakmai ismeretek I-II. Anatómiai rész (tankönyv) Schnierer Sándor és Hargitai K. társszerzőkkel. Műszaki Kiadó, 1974-1975
- Zsebenciklopédia biológiai része. Gondolat, 1975
- Pedagógiai lexikon biológiai szócikkek. Akadémiai Kiadó, 1976-tól
- Biológia kísérleti tankönyv a gimnázium III. osztálya számára. Fazekas György és Lénárd Gábor társszerzőkkel (tankönyv) Tankönyvkiadó, Budapest. 1978
- Biológia kísérleti tankönyv a gimnázium IV. osztálya számára. Fazekas György és Lénárd Gábor társszerzőkkel (tankönyv) Tankönyvkiadó, 1979
- Biológia az "A-variánsú" szakközépiskola II. osztálya számára. Berendné Németh Éva és Nyilas István társszerzőkkel (tankönyv) Tankönyvkiadó, 1980
- Tematika a szakközépiskolai fakultatív biológia tanításához (Horváth Endréné társszerzővel) OPI, 1980
- Szakmai előkészítő. Biológia tantárgyi követelmények A/II. OPI, 1980
- Genetikai ábécé. Ismeretterjesztő könyv a Gondolat Zsebkönyvek sorozatban. Gondolat, 1980
- Biológia az "A-variánsú" szakközépiskola III. osztálya számára (tankönyv) Tankönyvkiadó, 1981
- Biológia a dolgozók gimnáziuma II. osztálya számára. Stohl Gábor társszerzővel (tankönyv) Tankönyvkiadó, 1983
- Biológia tanterv és utasítás az A-variánsú szakközépiskolák számára. OPI, 1983
- Biológia a dolgozók gimnáziuma III. osztálya számára (tankönyv) Tankönyvkiadó, 1984
- Kártyások könyve (a magyarországi kártyajátékok tankönyve) (alkotó szerkesztés és szerző társszerzőkkel) Sport, 1984
- Nagy kártyakönyv (a Kártyások könyve erősen bővített kiadása) (alkotó szerkesztés és szerző társszerzőkkel) Editorg, 1994, 1996
- Biológia tanterv és utasítás a dolgozók gimnáziuma számára. OPI. 1985
- Irány a Mundial! (ismeretterjesztő könyv Mexikóról az 1966-os labdarúgó VB előtt) (Antal Zoltán és Balázs Dénes társszerzőkkel) Panoráma, 1986
- Rodolfo (Vigyázat, most nem csalok!) Idegenforgalmi Propaganda Vállalat. 1987
- Halál zeneszóra. Bűnügyi regény. Medpressz. 1988
- Kísértetjárás Cornwallban (bűnügyi regény Bertram Edward Rand álnéven) Optimum. 1989
- Alapismereti kislexikon. Biológiai rész (Berendné Németh Éva társszerzővel) Tankönyvkiadó, Novotrade. 1989
- Biológiai mindent tudó. Genetika (ismeretterjesztő könyv) Horizont. 1990
- Irány az egyetem. Biológia I. Szerényi Gábor, Altbacker Vilmos, Fazekas György társszerzőkkel (segédtankönyv az egyetemi felvételi vizsgákra felkészüléshez) Tankönyvkiadó, 1990
- Irány az egyetem. Biológia II. (segédtankönyv az egyetemi felvételi vizsgákra felkészüléshez) (Fazekas György társszerzővel). Tankönyvkiadó, 1990
- Az ölés öröme (Bűnügyi regény Bertram Edward Rand álnéven) Editorg, 1990
- A téboly hálójában (Bűnügyi regény Bertram Edward Rand álnéven) A Rakéta Regényújságban folytatásokban, majd Editorg, 1991
- Móra Lexikon. Biológiai szócikkek. Móra kiadó, 1992
- Kártyalexikon (Alkotó szerkesztés Jánoska Antal társszerkesztővel, ill. szerző társszerzőkkel) Akadémiai Kiadó, 1993
- Halál a Bodmin Moorban (Ki ölte meg Nancyt?) (Bűnügyi regény Bertram Edward Rand álnéven) Megjelent az IPM magazin 1994. júniusi számában
- Biológia I. (Szerényi Gábor társszerzővel) (tankönyv) Akadémiai Kiadó, 1994
- Biológia II. (Szerényi Gábor társszerzővel) (tankönyv) Akadémiai Kiadó, 1994
- Biológia III. (Gömöry András, Müllner Erzsébet, Kiss János és Tóth Géza társszerzőkkel) (tankönyv) Akadémiai Kiadó, 1995
- Biológia IV. (Gömöry András és Szerényi Gábor társszerzőkkel) (tankönyv) Akadémiai Kiadó, 1996
- Biológiai feladatok felvételizőknek (segédtankönyv) (Alkotó szerkesztés és szerző Berendné Németh Éva, Kiss János és Szerényi Gábor társszerzőkkel) Akadémiai Kiadó, 1996. Második kiadása 2000-ben: Műszaki Kiadó
- Útmutató a "Felkészülés a családi életre" tantárgy oktatásához (tanári segédkönyv) Corvina, 1996
- BDL -- Biológiai diáklexikon (Berendné Németh Éva társszerzővel) Nemzeti Tankönyvkiadó-Akadémiai Kiadó közös kiadás, 1997
- Biológiai feladatgyűjtemény középiskolásoknak (segédtankönyv) (Alkotó szerkesztés és szerző Berendné Németh Éva és Kovács Október társszerzőkkel) Nemzeti Tankönyvkiadó, 1999
- Biológia I. szakközépiskoláknak (tankönyv) (Dr. Berend Mihályné és Matula Ilona társszerzőkkel) Műszaki Könyvkiadó, 2003
- Biológia II. szakközépiskoláknak (tankönyv) Műszaki Könyvkiadó, 2004
- Így készülj a kétszintű érettségire biológiából! (segédtankönyv) Apáczai Kiadó, 2004
- Figyeld meg önmagad! 77+1 biológiai és pszichológiai önmegfigyelés és önkísérlet 12 és 17 év közöttieknek; Műszaki, Budapest, 2010
- Kártyalexikon. A-Z; főszerk. Berend Mihály, társszerk., képanyag összeáll. Jánoska Antal; 2. bővített kiadás; Akadémiai, Budapest, 2008 (Akadémiai lexikonok)